# Cranioleuca erythrops
Cranioleuca erythrops là một loài chim trong họ Furnariidae.